# جوزف روبن
جوزف روبن (انگلیسی: Joseph Ruben؛ زادهٔ ۱۰ مهٔ ۱۹۵۰) کارگردان، فیلم‌نامه‌نویس و تهیه‌کننده اهل ایالات متحده آمریکا است.
وی کارگردان فیلم قطار پول بوده است.